# Teatro di strada
La definizione europea per "Teatro di strada" è molto ampia, lasciando libera interpretazione al termine, e definendo invece lo spazio e le modalità dell'avvenimento. Infatti il teatro di strada viene definito come evento artistico realizzato negli spazi aperti urbani o comunque pubblici o di libero accesso, che coinvolga l'azione teatrale da parte di almeno un attore umano. Questa definizione include le arti plastiche, le performing arts, la videoarte, il circo, il teatro, il light design, la musica. La Francia è forse il paese trainante del settore, considerando l'arte di strada come una delle più alte forme drammaturgiche del nuovo millennio, ed investendo in esso enormi risorse economiche.  Molti dei maggiori eventi in Francia ed in Europa sono incentrati sulle varie discipline e linguaggi del Teatro di Strada (Festivals quali Chalon, Aurillac, grandi eventi quali la futura inaugurazione di Marsiglia 2013 Capitale Europea della Cultura, etc) e in tutta Europa continuano a nascere spazi di creazione dedicati a questo "nuovo" settore, di cui alcuni veramente enormi, come per esempio la Citè des Arts de La Rue a Marseille, che presenta una superficie coperta di 33.000 m², in cui vengono riprodotti spazi urbani chiusi e riscaldabili per permettere i processi di creazione e di prova durante tutto l'anno, oltre ad ospitare enormi officine e laboratori.
In Italia la situazione non è così avanzata, e il settore è in fase di riconoscimento da parte del Ministero della Cultura.
Il teatro di strada è una forma di rappresentazione teatrale presentata in un luogo pubblico all'aperto. Gli attori, mimi o giocolieri che si esibiscono in questo genere teatrale (noti come artisti di strada) in genere includono l'ambiente circostante nella rappresentazione, interagendo con il pubblico e con la situazione in cui sono inseriti.
Nella maggior parte dei casi gli spettacoli sono gratuiti, con il passaggio del cappello alla fine dello stesso da parte del/degli artista/i. 
Le compagnie sono spesso finanziate dalle amministrazioni comunali o da enti culturali, come nel caso di festival, esposizioni o sfilate folkloristiche, mentre in molti altri casi la remunerazione dell'artista consiste nelle libere offerte che vengono raccolte durante o alla fine dell'esibizione.
In Italia esiste una Federazione Nazionale che raduna artisti, compagnie e promotori professionisti, e alla quale si possono richiedere materiali e approfondimenti relativi all'attività professionale.